# خوان ألمونتي
خوان نيبوموسينو ألمونتي راميريز بالانقليزية (Juan Almonte) (15 مايو 1803 – 21 مارس 1869) كان قائداً عسكريًا ودبلوماسيًا مكسيكيًا مؤثرًا، عرف بدوره البارز في السياسة المكسيكية خلال القرن التاسع عشر. وُلد في نويفا إسبانيا وكان ابنًا غير شرعي للبطل الثوري خوسيه ماريا موريلوس، أحد رموز حرب الاستقلال المكسيكية.

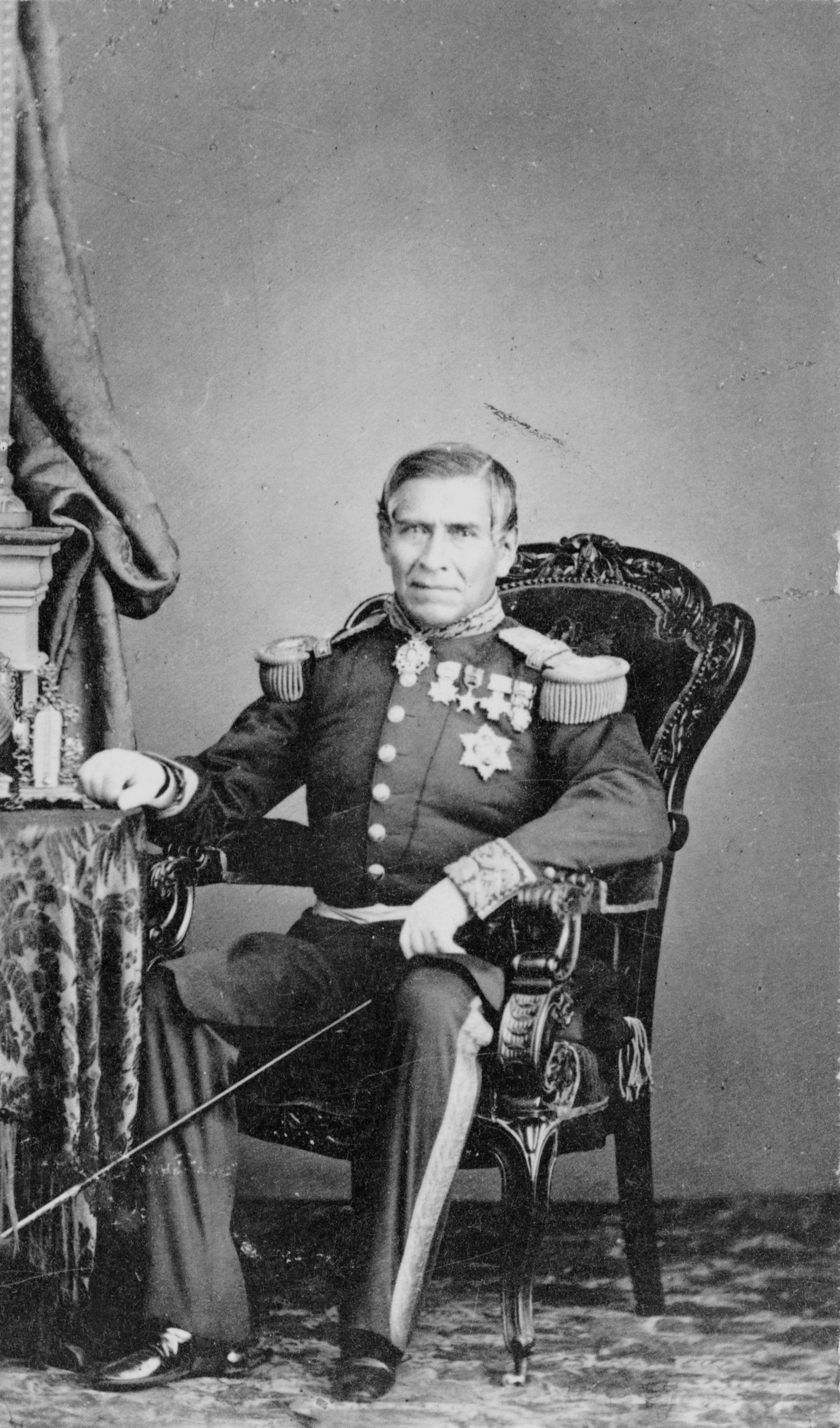

## التعليم والبدايات
في عام 1815، أُرسل ألمونتي إلى الولايات المتحدة لاستكمال تعليمه بعد إعدام والده، وهناك عاش مع الصحفي الأمريكي ، الذي كان له تأثير كبير في تشكيل أفكاره السياسية. أتقن اللغة الإنجليزية واكتسب خبرة واسعة في الشؤون الدبلوماسية.

## الأدوار السياسية والعسكرية
عاد ألمونتي إلى المكسيك عام 1821 بعد الاستقلال، وبدأ مسيرته في الجيش، ثم عمل في وظائف مدنية وعسكرية عديدة. في ثلاثينيات القرن التاسع عشر، عمل مبعوثًا دبلوماسيًا إلى فرنسا وبريطانيا والولايات المتحدة. عُيّن لاحقًا وزيرًا للحرب، وحاكمًا لولايات مختلفة.

## خلال الحرب الأمريكية المكسيكية
خلال الحرب الأمريكية المكسيكية (1846–1848)، شارك ألمونتي في تنظيم الدفاع المكسيكي، لكنه أُسر خلال معركة مولينو ديل ري. بعد إطلاق سراحه، سافر إلى أوروبا كمبعوث لمفاوضة الديون المكسيكية ومحاولة كسب الدعم الأوروبي.

## الإمبراطورية الثانية
كان ألمونتي من أبرز المؤيدين لإنشاء الإمبراطورية المكسيكية الثانية بقيادة الإمبراطور ماكسيميليان إمبراطور المكسيك. ساعد في إقناع النخبة المكسيكية والفرنسيين بدعم المشروع الإمبراطوري، كما شغل منصب وزير الشؤون الخارجية في حكومة ماكسيميليان.

## المنفى والوفاة
بعد انهيار الإمبراطورية عام 1867، نُفي ألمونتي إلى فرنسا، وهناك توفي في باريس عام 1869. لم يُسمح له بالعودة إلى بلاده، وظل حتى وفاته رمزًا للجدل بين الولاء الوطني والتعاون مع القوى الأجنبية.

## انظر إيضا
- الإمبراطورية المكسيكية الثانية
- خوسيه ماريا موريلوس